# 8138 Craigbowers
8138 Craigbowers è un asteroide della fascia principale. Scoperto nel 1980, presenta un'orbita caratterizzata da un semiasse maggiore pari a 2,1724554 au e da un'eccentricità di 0,0871345, inclinata di 2,87727° rispetto all'eclittica.